# Kapela Svetega Duha, Korovci
Kapela je v kraju Korovci, spada v župnijo Cankova, ter občino Cankova.

## Iz zgodovine
29. april 1989 je v vasi Korovci ob avstrijski meji mariborski škof dr. Franc Kramberger blagoslovil 167 kg težak zvon, delo Ferralita iz Žalca, in novo kapelo, posvečeno Svetemu Duhu. Tako so se uresničile skoraj stoletne želje vernikov iz Korovec, da bi imeli v vasi poleg križa tudi kapelo. 
Pred prvo svetovno vojno je bil narejen že načrt za vaško kapelo, pred drugo pa kupljen material. Vendar sta vojni vihri gradnjo preprečili. V letih po drugi svetovni vojni so vaščani veliko mislili na gradnjo kapele, a gradnja se je zavlekla. 
Leta 1988 pa se je gradnja kapele začela. Zemljišče za kapelo sta darovali družini Gomboc in Pintarič iz Korovec. Načrte za kapelo je izdelal diplomirani arhitekt Aleksander Šmidlehner iz Murske Sobote. Gradbena dela pa so opravili podjetje »Temelj« iz Cankove in domači obrtniki. Kapela Svetega Duha meri 7  krat 4 m, zvonik pa je visok 12 m. Kapela je dvokapnica, zidana iz opeke, pokrita z opeko, zvonik pa s pločevino. Oltar je prenosen. Kapela je poslikana z lepimi slikami verskih motivov.
Slovesna sveta maša je vsako leto na binkoštno nedeljo - to je koroška »buča«, na »risale«. Ob kapeli se sedaj vaščani zbirajo k šmarnicam, prej pa so se ob križu sredi vasi.